# NGC 2882
NGC 2882 је спирална галаксија у сазвежђу Лав која се налази на NGC листи објеката дубоког неба.
Деклинација објекта је + 7° 57' 15" а ректасцензија 9h 26m 35,9s. Привидна величина (магнитуда) објекта NGC 2882 износи 12,6 а фотографска магнитуда 13,5. NGC 2882 је још познат и под ознакама UGC 5030, MCG 1-24-21, CGCG 34-46, IRAS 09239+0810, PGC 26781.